# Fiona Tan
Fiona Tan (Pekanbaru, 1966) è un'artista olandese. Si esprime principalmente attraverso video, film e fotografia. Cresciuta in Australia, vive e lavora nei Paesi Bassi, dove ha compiuto i suoi studi dapprima presso la Gerrit Rietveld Academie poi presso il Rijksakademie van Beeldende Kunst di Amsterdam.

## Biografia
Figlia di un padre cinese e di una madre australiana di origine scozzese, Fiona Tan trascorre l'infanzia a Melbourne in Australia. Si trasferisce da adulta nei Paesi Bassi per compiere gli studi. Questi elementi biografici hanno un'influenza nella sua produzione artistica, a cominciare da quella del periodo della fine degli anni '90 in cui l'artista esplora la costruzione dell'identità post-coloniale e il confronto culturale tra oriente e occidente. Negli anni successivi, Fiona Tan continua a riflettere sul tempo, la memoria, l'identità culturale, il rapporto con lo spazio. Le opere di Fiona Tan si trovano alla Tate Modern di Londra, allo Stedelijk Museum di Amsterdam, alla Neue Nationalgalerie di Berlino, allo Schaulager di Basilea, al New Museum di New York e al Centre Pompidou di Parigi. Nel 2013 il MAXXI di Roma presenta in anteprima mondiale il video "Inventory, 2012".

### Esposizioni personali
- Geography of TimeDepot, BALTIC GatesheadInventory & Ghost Dwellings (2015)
- Metropolitan Museum of Photography, TokyoWako Works of Art, TokyoOptions & FuturesPhiladelphia Museum of ArtNational Museum of Art, Osaka (2014)
- Inventory, MAXXI, Rome and Philadelphia Museum of Art (2013)
- Ellipsis, 21st Century Museum of Contemporary Art, Kanazawa, Japan (2013)
- Point of Departure, CAAC, Sevilla (2012)
- Vox Populi London, The Photographers' Gallery, London (2012)[5]
- Disorient, Glasgow Gallery of Modern Art (2012)
- Vox Populi Switzerland, Centre Culturel Suisse, Paris (2011)
- Rise and Fall, Arthur M. Sackler Gallery, Washington, DC (2010–11)
- Frith Street Gallery, London, Vox Populi (2010)
- Rise and Fall, Aargauer Kunsthaus, Aarau Switzerland, Vancouver Art Gallery, Canada (2010)[6]
- Disorient – Fiona Tan. She was the representative of the Netherlands at the Dutch Pavilion, 53rd Biennale di Venezia (2009)
- Saint Sebastian, Arthur M. Sackler Gallery, Washington DC (2009)
- Provenance, Rijksmuseum, Amsterdam (2008)
- Countenance, Williams College Museum of Art, Williamstown, MA (2008)
- A Lapse of Memory, Royal Institute of British Architects, London and Frith Street Gallery, London (2007)
- 80 Tage, Vox Populi, Countenance; Pinakothek der Moderne, Munich (2007)
- Short Voyages, Frith Street Gallery, London (2006)
- Fiona Tan, Saint Sebastian, Musée d'Art Contemporain, Montréal, Canada (2005)
- Time Zones, Tate Modern, London (2004)
- Istanbul Biennale, Istanbul (2003)
- Link, Stedelijk Museum Amsterdam (2003)
- Documenta 11, Kassel, Germany (2002)
- Biennale di Venezia, Venezia (2001)
- Stimuli, Witte de With, Rotterdam (1999)
- 2nd Johannesburg Biennale, Johannesburg (1997)

### Esposizioni collettive
- Mori Art Museum, Tokyo (2014)
- Suspended Histories, Museum van Loon, Amsterdam (2013)
- Inseldasein, DAAD Galerie, Berlin (2013)
- Le Pont, Musée d'Art Contemporain, Marseille
- Beyond Imagination, Stedelijk Museum Amsterdam (2012)
- Arte torna arte, Galleria dell'Accademia, Florence (2012)
- Autobiography, Espace Culturel Louis Vuitton, Paris (2012)
- Status, Fotomuseum Winterthur (2012)
- Moving Portraits, De La Warr Pavilion, UK (2011)
- Expanded Cinema, MMOMA, Moscow (2011)
- Architectural Environments for Tomorrow, MOT Tokyo (2011)
- Architecture Biennale, Venice (2010)
- São Paulo Biennial, São Paulo (2010)
- Ich zweifellos, Kunstmuseum Wolfsburg, Wolfsburg (2010)
- Rethink Kakotopia, Nikolaj, Copenhagen Contemporary Art Center (2009)
- Self and Other, National Museum of Ethnology, Osaka (2009)
- Art Unlimited, Art Basel (2008)
- Breeze, cur. Marja Bloem, Gallery Nelson Freeman, Paris (2008)
- The Tropics Martin- Gropius-Bau, Berlin (2008)
- Be(com)ing Dutch Van Abbemuseum, Eidenhoven (2008)
- Cine y Casi Cone, Museo Nacional Centro de Arte Reina Sofía Museum, Madrid (2007)
- Global Multitude, Rotunde, Luxemburg (2007)
- L'oeil ecranou la nouvelle image, Casino Luxembourg (2007)
- Museum of Contemporary Art of Bucharest, Romania (2007)
- Contour, Museum Prinsenhof, Delf (2007)
- Biennial of Moving Images, Geneva (2007)
- Deutsche Börse Photography Prize, Photographer's Gallery; Berlin (2007)
- Gallery, Berlin; Neue Börse, Frankfurt (2007)

## Premi e riconoscimenti
- 2007 Deutsche Börse Photography Prize (nomina)
- 2004 Infinity Award per l'Arte, New York
- 2003 Artes Mundi Prize, Cardiff (nomina)
- 1998 J.C. van Lanschot Prize for sculpture, Belgium/The Netherlands